# Єреван (футбольний клуб)
«Єреван» (вірм. Ֆուտբոլային Ակումբ Երեւան) — професіональний вірменський футбольний клуб з однойменного міста, заснований у 1995 році. За свою історію клуб двічі був розформований, востаннє у 2019 році.

## Хронологія назв
- 1995: «Котайк-2» (Абовян)
- 1995—1999: «Єреван» Єреван
- 2018—н.ч.: «Єреван» Єреван

## Історія
Заснований у 1995 році як фарм-клуб абовянського «Котайку», який по завершенні перехідного чемпіонату відокремився і переїхав до столиці змінивши заодно назву.
У сезоні 1995/96 років дебютував у найвищій лізі Вірменії, посівши третє місце. Наступного сезону також посів третє місце, а в перехідному сезоні 1997 року досяг свого найбільшого успіху — титулу чемпіонат Вірменії. Після цього результати команди лише погіршувалися: 1998 — 3 мічце, 1999 — 5 місце. У 2000 році клуб не виступав у чемпіонатах Вірменії. «Єреван» тричі виступав у єврокубках і щоразу зазнавав поразки вже в першому ж раунді змагання.
У 2018 році стало відомо, що колишні власники клубу вирішили його відродити й заявити на сезон 2018/19 років до Першої ліги чемпіонату Вірменії. Проте клуб протримався лише сезон і в 2019 році знову був розформований.

## Досягнення
- Прем'єр-ліга
  -  Чемпіон (1): 1997
  -  Бронзовий призер (3): 1995/96, 1996/97, 1998

## Статистика виступів

### Національний чемпіонат та кубок
| Сезон     | Ліга                  | Ліга        | Ліга        | Ліга        | Ліга        | Ліга        | Ліга        | Ліга        | Ліга        | Ліга        | Нац. кубок      | Бомбардир         | Бомбардир   |
| Сезон     | Див.                  | Міс.        | Іг.         | В           | Н           | П           | ЗМ          | ПМ          | РМ          | О           | Нац. кубок      | Ім'я              | Ліга        |
| --------- | --------------------- | ----------- | ----------- | ----------- | ----------- | ----------- | ----------- | ----------- | ----------- | ----------- | --------------- | ----------------- | ----------- |
| 1995-96   | Прем'єр-ліга Вірменії | 3           | 22          | 13          | 5           | 4           | 43          | 24          | +19         | 44          | 1/4 фіналу      | Тигран Єсаян      | 20          |
| 1996-97   | Прем'єр-ліга Вірменії | 3           | 22          | 16          | 2           | 4           | 58          | 24          | +34         | 50          | 1/2 фіналу      | Тигран Єсаян      | 11          |
| 1997      | Прем'єр-ліга Вірменії | 1           | 18          | 13          | 4           | 1           | 41          | 10          | +31         | 43          | не розігрувався | Тигран Єсаян      | 10          |
| 1998      | Прем'єр-ліга Вірменії | 3           | 26          | 15          | 3           | 8           | 47          | 30          | +17         | 48          | 1/2 фіналу      | Тигран Єсаян      | 10          |
| 1999      | Прем'єр-ліга Вірменії | 5           | 32          | 15          | 6           | 11          | 60          | 43          | +17         | 51          | 1/4 фіналу      | Вараздат Аветисян | 12          |
| 2000–2018 | не виступав           | не виступав | не виступав | не виступав | не виступав | не виступав | не виступав | не виступав | не виступав | не виступав | не виступав     | не виступав       | не виступав |
| 2018-19   | Перша ліга Вірменії   |             |             |             |             |             |             |             |             |             |                 |                   |             |

|  | Означає титул переможця національного чемпіонату |

### У єврокубках
станом на 15 серпня 2018
| Змагання       | Іг | В | Н | П | ЗМ | ПМ | РМ  |
| -------------- | -- | - | - | - | -- | -- | --- |
| Ліга чемпіонів | 2  | 0 | 0 | 2 | 0  | 5  | –5  |
| Ліга Європи    | 4  | 0 | 0 | 4 | 2  | 12 | –10 |
| Загалом        | 6  | 0 | 0 | 6 | 2  | 17 | –15 |

| Сезон   | Змагання       | Раунд | Суперник              | 1-й матч | 2-й матч | Підсумковий |  |
| ------- | -------------- | ----- | --------------------- | -------- | -------- | ----------- |  |
| 1997–98 | Кубок УЄФА     | 1Р    | «Дніпро»              | 1–6      | 0–2      | 1–8         |  |
| 1998-99 | Ліга чемпіонів | 1Р    | ГІК (Гельсінкі)       | 0–2      | 0–3      | 0–5         |  |
| 1999–00 | UEFA Cup       | Кв. Р | «Хапоель» (Тель-Авів) | 0–2      | 1–2      | 1–4         |  |

Логотип клубу з 1995 по 1999

- Результати домашніх матчів позначені жирним шрифтом

## Рекордсмени клубу
| #  | Гравець         | Поєдинки |
| -- | --------------- | -------- |
| 1  | Тигран Єсаян    | 89       |
| 2  | Аркадій Дохоян  | 86       |
| 3  | Альберт Аджемян | 78       |
| 4  | Карен Дохоян    | 78       |
| 5  | Армен Маркосян  | 74       |
| 6  | Karen Grigoryan | 74       |
| 7  | Армен Карапетян | 69       |
| 8  | Армен Петікян   | 62       |
| 9  | Єрванд Крбачян  | 50       |
| 10 | Арсен Айвазян   | 47       |

| #  | Гравець           | Голи |
| -- | ----------------- | ---- |
| 1  | Тигран Єсаян      | 56   |
| 2  | Армен Карапетян   | 30   |
| 3  | Альберт Аджемян   | 15   |
| 4  | Вараздат Аветісян | 13   |
| 5  | Карен Дохоян      | 12   |
| 6  | Армен Маркосян    | 9    |
| 7  | Маллал Н'Діає     | 8    |
| 8  | Деде Тамбура      | 7    |
| 9  | Каха Гоголадзе    | 7    |
| 10 | Армен Сагакян     | 7    |

## Відомі тренери
- Гагік Тетевосян, 1995
- Вагаршак Асланян, 1995
- Самвел Дербинян, 1995–1996
- Самвел Петросян, 1996–1997
- Самвел Дербинян, 1997
- Ашот Хачатрян, 1997–1998
- Самвел Дербинян, 1998–1999
- Араміс Тоноян, 1999
- Самвел Саргсян, 2018–2019